# QJY-201
A QJY-201 (chinês simplificado: 201式通用机枪, pinyin: Èr líng yāo shì tōngyòng jīqiāng) é uma metralhadora de uso geral chinesa projetada e fabricada pela Norinco para o Exército de Libertação Popular. Ela é equipada com o cartucho DJP-201 7,62×51mm e apresenta um sistema de ferrolho aberto incomum, híbrido, com curso longo e recuo curto. A QJY-201 incorpora recursos de redução de peso, como material leve para o corpo e uma caixa de munição feita de tecido, o que a torna mais leve.
A QJY-201 foi apresentada publicamente pela primeira vez no Show Aéreo de Zhuhai em setembro de 2021.

## Projeto
A QJY-201 utiliza um sistema híbrido de recuo curto operado a gás, no qual a mecânica do cano e do ferrolho se movem para trás em conjunto para absorver o recuo. Os canos são amortecidos por duas molas montadas no conjunto do munhão. O receptor é produzido em alumínio para redução de peso. O cano permite trocas rápidas usando a alça de transporte. Um dispositivo de boca tipo gaiola com colar dentado é instalado no cano, permitindo a instalação de silenciadores.

## Variantes
QJY-201
Metralhadora de uso geral de calibre 7,62×51mm
Type 20E 8.6mm
Metralhadora de uso geral de calibre 8,6×70mm, amplamente baseada na QJY-201.

## Operadores
- China: Exército de Libertação Popular